# يحيى بن سليمان الحريزي
يحيا بن سليمان بن شاؤل أبو زكريا الحريزي اليهودي (بالإسبانية: Yehuda Alharizi) من أهل طليطلة الذي أطلق عليه الاسم العبري يهوذا الحريزي (571 - 622ه، 1166 - 1225م).
ترجم يحيى الحريزي كتب الحاخام موسى بن ميمون القرطبي (1135 – 1203م) الهامة التي كتبها باللغة العربية وهي كتابه الفلسفي «دلالة الحائرين» وتفسيره عن المشنا المسمى «كتاب السراج» إلى اللغة العبرية. كما ترجم الحريزي مقامات الحريري لصاحبه محمد القاسم بن علي بن محمد بن عثمان الحريري (446–516 هـ1054–1112م) إلى العبرية.
عندما أصبح في سن العشرين، بدأ جولة طويلة من وطنه الأندلس إلى الشرق. وصل إلى القدس وبلاد الشام وبغداد وأكثر من ذلك. وذكرت المصادر التاريخية بأنه لم يعد إلى بلاده بل توفي في مدينة حلب في سوريا. ألف «المقامات» وذكر فيها تجواله وزياراته للجاليات اليهودية في البلدان العربية وذكر أدبهم وثقافتهم في القرن الثالث عشر الميلادي.
عندما أصبح في سن العشرين، بدأ جولة طويلة من وطنه الأندلس إلى الشرق. وصل إلى القدس وبلاد الشام وبغداد وأكثر من ذلك. وذكرت المصادر التاريخية بأنه لم يعد إلى بلاده بل توفي في مدينة حلب في سوريا. ألف «المقامات» وذكر فيها تجواله وزياراته للجاليات اليهودية في البلدان العربية وذكر أدبهم وثقافتهم في القرن الثالث عشر الميلادي.
وقد ذكره الصاحب الوزير أبو البركات المستوفي ، وقال: ورد أربيل في العشر من محرم من سنة سبع عشرة وستمائة (1220م). قال: وحدثني أن اسمه بالعبرية يهوذا وأنه نقله إلى العربية يحيى وكان طويلاً من رجال أشيب ثطا…يسكن بين ظهراني الإفرنج، يعني سكن في شمال إسبانيا وكلامه يعني لهجته الشخصية مغربي، قريب الخروج من بلده، تراه كأنه يعتريه سهو. وكنت أخبرت بوروده وأثنى عليه رجل من اليهود